# Championnat du Cameroun de football 2019
Navigation
Saison précédente Saison suivante
La saison 2019 du Championnat du Cameroun de football est la 59e édition de la première division camerounaise, la MTN Elite 1.
Le Cotonsport Garoua est le tenant du titre. Il est également le club le plus titré du pays.
La saison devait démarrer le 26 janvier 2019 mais en raison de problèmes internes à la Ligue de football la première journée n'est disputée que le 2 février 2019.
Le championnat change de format cette saison avec l'apparition de deux groupes de neuf équipes, après la saison régulière les trois premiers de chaque groupe disputent la phase finale pour déterminer le champion du Cameroun.
L'Union des mouvements sportifs de Loum remporte son deuxième titre de champion du Cameroun.

## Organisation
Les 18 équipes sont regroupées au sein de deux poules, où chaque équipe affronte tous les adversaires deux fois, à domicile et à l'extérieur. En fin de saison régulière, les trois premiers de poule sont qualifiés pour la phase finale, les derniers de chaque poule sont relégués.

## Les clubs participants
- Les Astres Football Club
- Fovu Baham
- Coton Sport Football Club de Garoua
- Dragon Yaoundé
- APEJES de Mfou
- New Stars Football Club
- Eding Sport FC
- Union des mouvements sportifs de Loum
- Tonnerre Kalara Club de Yaoundé - Promu d'Elite 2
- Avion Academy - Promu d'Elite 2
- AS Fortuna
- Union sportive de Douala
- Unisport Bafang
- PWD Bamenda - Promu d'Elite 2
- YOSA Bamenda
- Stade Renard de Melong
- Feutcheu FC
- Colombe Sportive du Dja et Lobo

## Compétition

### Classement

#### Groupe A
| Rang | Équipe                           | Pts | J  | G | N | P | Bp | Bc | Diff |
| ---- | -------------------------------- | --- | -- | - | - | - | -- | -- | ---- |
| 1    | Coton SportT                     | 29  | 16 | 8 | 5 | 3 | 30 | 11 | +19  |
| 2    | Dragon Club de Yaoundé           | 26  | 16 | 7 | 5 | 4 | 23 | 14 | +9   |
| 3    | APEJES de Mfou                   | 25  | 16 | 7 | 4 | 5 | 20 | 18 | +2   |
| 4    | Tonnerre Kalara Club de YaoundéP | 22  | 16 | 6 | 4 | 6 | 16 | 20 | -4   |
| 5    | Colombe Sportive du Dja et Lobo  | 20  | 16 | 5 | 5 | 6 | 15 | 20 | -5   |
| 6    | Avion AcademyP                   | 20  | 16 | 5 | 5 | 6 | 18 | 16 | +2   |
| 7    | Union sportive de Douala         | 19  | 16 | 5 | 4 | 7 | 11 | 14 | -3   |
| 8    | PWD BamendaP                     | 19  | 16 | 5 | 4 | 7 | 13 | 17 | -4   |
| 9    | New Stars Football Club          | 16  | 16 | 4 | 4 | 8 | 13 | 29 | -16  |

|  | Qualifié pour la phase finale                                                 |
|  | Participation aux barrages de relégation                                      |
|  | T : Tenant du titre C : Vainqueur de la Coupe du Cameroun P : Promu d'Elite 2 |

#### Groupe B
| Rang | Équipe                   | Pts | J  | G | N  | P | Bp | Bc | Diff |
| ---- | ------------------------ | --- | -- | - | -- | - | -- | -- | ---- |
| 1    | Feutcheu FC              | 28  | 16 | 7 | 7  | 2 | 16 | 11 | +5   |
| 2    | Stade Renard de Melong   | 26  | 16 | 6 | 8  | 2 | 10 | 7  | +3   |
| 3    | UMS Loum                 | 22  | 16 | 5 | 7  | 4 | 12 | 9  | +3   |
| 4    | YOSA Bamenda             | 21  | 16 | 4 | 9  | 3 | 9  | 8  | +1   |
| 5    | AS Fortuna               | 19  | 16 | 4 | 7  | 5 | 16 | 15 | +1   |
| 6    | Eding Sport FC           | 19  | 16 | 3 | 10 | 3 | 12 | 14 | -2   |
| 7    | Les Astres Football Club | 16  | 16 | 4 | 4  | 8 | 13 | 17 | -4   |
| 8    | Unisport Bafang          | 16  | 16 | 2 | 10 | 4 | 9  | 10 | -1   |
| 9    | Fovu Baham               | 15  | 16 | 3 | 6  | 7 | 13 | 19 | -6   |

|  | Qualifié pour la phase finale                                                 |
|  | Participation aux barrages de relégation                                      |
|  | T : Tenant du titre C : Vainqueur de la Coupe du Cameroun P : Promu d'Elite 2 |

### Phase finale

#### Poule championnat
| Rang | Équipe                   | Pts | J | G | N | P | Bp | Bc | Diff |
| ---- | ------------------------ | --- | - | - | - | - | -- | -- | ---- |
| 1    | UMS Loum                 | 10  | 5 | 3 | 1 | 1 | 4  | 1  | +3   |
| 2    | Coton SportT             | 9   | 5 | 2 | 3 | 0 | 6  | 3  | +3   |
| 3    | Feutcheu FC              | 6   | 5 | 2 | 0 | 3 | 4  | 4  | 0    |
| 4    | APEJES de Mfou           | 6   | 5 | 1 | 3 | 1 | 5  | 6  | -1   |
| 5    | Dragon Club de Yaoundé   | 5   | 5 | 1 | 2 | 2 | 4  | 5  | -1   |
| 6    | Stade Renard de Melong C | 4   | 5 | 1 | 1 | 3 | 3  | 7  | -4   |

|  | Qualifié pour la Ligue des champions                                          |
|  | Qualifié pour la coupe de la confédération                                    |
|  | T : Tenant du titre C : Vainqueur de la Coupe du Cameroun P : Promu d'Elite 2 |

#### Poule relégation
| Rang | Équipe                   | Pts | J | G | N | P | Bp | Bc | Diff |
| ---- | ------------------------ | --- | - | - | - | - | -- | -- | ---- |
| 1    | Fovu Baham               | 10  | 5 | 3 | 1 | 1 | 7  | 3  | +4   |
| 2    | Les Astres Football Club | 10  | 5 | 3 | 1 | 1 | 4  | 1  | +3   |
| 3    | Union sportive de Douala | 8   | 5 | 2 | 2 | 1 | 3  | 2  | +1   |
| 4    | PWD BamendaP             | 7   | 5 | 1 | 4 | 0 | 4  | 3  | +1   |
| 5    | New Stars Football Club  | 4   | 5 | 1 | 1 | 3 | 6  | 7  | -1   |
| 6    | Unisport Bafang          | 1   | 5 | 0 | 1 | 4 | 1  | 9  | -8   |

|  | Relégation en Elite 2 |
|  | P : Promu d'Elite 2   |

## Bilan de la saison
| Championnat du Cameroun de football 2019 |                                   |
| Champion                                 | UMS Loum (2e titre)               |
| Coupes et trophées                       |                                   |
| Vainqueur de la Coupe du Cameroun 2019   | Stade Renard de Melong            |
| Qualifications continentales             |                                   |
| Ligue des champions de la CAF 2019-2020  | UMS Loum                          |
| Coupe de la confédération 2019-2020      | Stade Renard de Melong            |
| Promotions et relégations                |                                   |
| Promus en MTN Elite 1                    | Panthère du Ndé                   |
| Promus en MTN Elite 1                    | Canon Yaoundé                     |
| Promus en MTN Elite 1                    | Bamboutos Football Club de Mbouda |
| Relégués en MTN Elite 2                  | New Stars Football Club           |
| Relégués en MTN Elite 2                  | Unisport Bafang                   |
| Relégués en MTN Elite 2                  | PWD Bamenda                       |